# Ofenhorn
Ofenhorn (tal. Punta d'Arbola, walserski: z'Hofuhorä) je planina Lepontinskih Alpa na talijansko-švicarskoj granici. Nalazi se između dolina Binn i Formazza.

## Vanjske poveznice
|  | Zajednički poslužitelj ima još gradiva o temi Ofenhorn |

- Ofenhorn na Hikru